# Tour della nazionale maschile di rugby a 15 del Giappone 1974
Nel 1974 la nazionale giapponese di "rugby a 15" si reca in tour in Nuova Zelanda
| Dunedin 12 maggio 1974 | NZ Universities | 40 – 31 | Giappone | Carisbrook |

| Auckland 19 maggio 1974 | NZ Junior | 55 – 31 | Giappone | Eden Park |

| Wellington 26 maggio 1974 | NZ Universities | 21 – 24 | Giappone | Athletic Ground |

| Invercargill maggio 1974 | Southland | 39 – 20 | Giappone XV |  |